# Południowa Dzielnica Przemysłowa (Siedlce)
Południowa Dzielnica Przemysłowa – dzielnica handlowo-przemysłowa w Siedlcach (woj. mazowieckie), leżąca w południowo-wschodniej części miasta. Powstała w latach 70. XX wieku, w kwartale ulic: Brzeskiej, Terespolskiej, Starowiejskiej i Kleeberga.
Główną ulicą w tej dzielnicy jest ulica Brzeska. Ważną rolę pełnią też ulice: St. Starzyńskiego i Budowlana.
Głównym zakładem przemysłowym działającym na terenie dzielnicy była Odlewnia Staliwa Stalchemak.

## Firmy
Na terenie dzielnicy zlokalizowane są przedsiębiorstwa i punkty handlowe takie jak m.in.:
- Polimex-Mostostal S.A. (firma z sektora inżynieryjno-budowlanego);
- Valmont Polska Sp. z o.o. (producent masztów oświetleniowych i energetycznych);
- PSI Spółdzielczy Producent Sprężyn;
- Fabryka Narzędzi Skrawających Fenes S.A.;
- Przedsiębiorstwo Energetyki Cieplnej (PEC sp. z o.o.);
- siedziba Real S.A;
- MPK Siedlce Sp. z o.o.;
- Przedsiębiorstwo Usług Komunalnych (PUK Sp. z o.o.);
- kilku sprzedawców samochodów (Dacia, Daewoo/FSO/Intral/Andoria, Fiat, Ford, Honda, Seat, Renault, Suzuki, Toyota, Volkswagen);
- C.H. Arche (Biedronka, Brichomarché, Jysk, MediaMarkt, Black Red White, Abra Meble, Arche, Meble Stylowe, Blu, Akces, Podlasiak, Meble Vox oraz kilka restauracji);
- C.H. Stalchemia (Biedronka, Action, Sinsay, Pepco, Rossman, Takko fashion, Aquel zoo, Xtreme Fitness Gym);
- supermarkety spożywcze: Topaz, Dino, MyPrice;
- sklep Media Expert;
- Dyskont Eurocash Cash&Carry;
- składy budowlane Emchrom i PSB Cemhurt;
- Na ulicy Brzeskiej znajduje się prokuratura: okręgowa i rejonowa oraz urząd celny. Wśród placówek edukacyjnych zlokalizowanych na terenie dzielnicy można wymienić m.in. Zespół Szkół Ponadgimnazjalnych nr 5 im. gen. Władysława Sikorskiego lub Niepubliczna Szkoła Podstawowa Aleksander.